# ۱۵۵۳ (میلادی)
۱۵۵۳ (میلادی) هزار و پانصد و پنجاه و سومین سال تقویم میلادی است.

## زادگان
- ۱۳ دسامبر – هانری چهارم فرانسه، سیاست‌مدار فرانسوی (د. ۱۶۱۰)

## درگذشتگان
- 6 ژوئیه - ادوارد ششم انگلستان : پادشاه انگلستان و ایرلند.
- ۲۲ اوت – جان دادلی، سیاست‌مدار بریتانیایی (ز. ۱۵۰۲)
- ۱۶ اکتبر – لوکاس کراناخ، نقاش و سیاست‌مدار آلمانی (ز. ۱۴۷۲)